# Monumento à Independência (Asgabade)
O Monumento à Independência, oficialmente, Monumento à Independência e à Paz, (turcomeno: Garaşsyzlyk binasy) é um conjunto arquitetônico localizado em Asgabade, que comemora a independência do Turcomenistão da União Soviética e a oficial proclamação de sua independência, em 27 de outubro de 1991.
Erigida sob as ordens do presidente Saparmyrat Nyýazow, ele faz parte do grande plano de renovação urbana de Asgabade que começou durante o seu regime. Com uma altura de 118 metros, é um dos monumentos mais altos da capital do país.
Tradicionalmente, os visitantes estrangeiros plantam uma árvore jovem na Aleia dos Convidados Honrados, perto do Monumento da Independência.

## Descrição
O edifício, que é inspirado nos tradicionais tendas (yurts) nômades da Ásia central, é composto por um vasto salão, encimado por uma torre de 118 metros, número simbólico correspondente à soma dos números 27 (dia da independência) e 91 (ano da independência).
A parte superior abriga uma plataforma de observação panorâmica com um diâmetro de 10 metros, e é estendida por uma flecha truncada com um crescente circundado por cinco estrelas, símbolo das cinco principais tribos do país. A base da torre é adornada com uma águia de cinco cabeças, que corresponde às armas da república.
No salão, uma exposição permanente apresenta os principais eventos da história do Turcomenistão, bem como obras de arte que refletem a cultura nacional.

### Arredores
Este conjunto imponente aproveita o relevo para aumentar sua monumentalidade. De pé sobre uma colina, é precedido por uma fonte com uma estátua de bronze banhada a ouro do Presidente Nyýazow, permanentemente guardada por dois soldados.
Uma parte integrante do Monumento da Independência do Turquemenistão é o caminho cerimonial para pedestres, no início do qual uma figura dourada do primeiro presidente do Turcomenistão, Saparmurat Niyazov foi erguida em um pedestal de mármore, bem como um monumento rodeado por 27 esculturas de heróis nacionais. Diversos escultores turcomenos famosos participaram do projeto das esculturas, como Babasary Annamuradov, Saragt Babayev, Velmurad Jumaev, Seyit Artikmamedov, Gylich Yarmammadov, Shamurad Yarmammadov, Nurmukhammed Atayev e outros  Em torno do monumento é uma praça com plantas e fontes
Todo o monumento cobre uma área de 84.500 metros quadrados, incluindo jardins paisagísticos com composições florais e arbustivas, fontes e estátuas das grandes figuras da história turcomena.

## Galeria

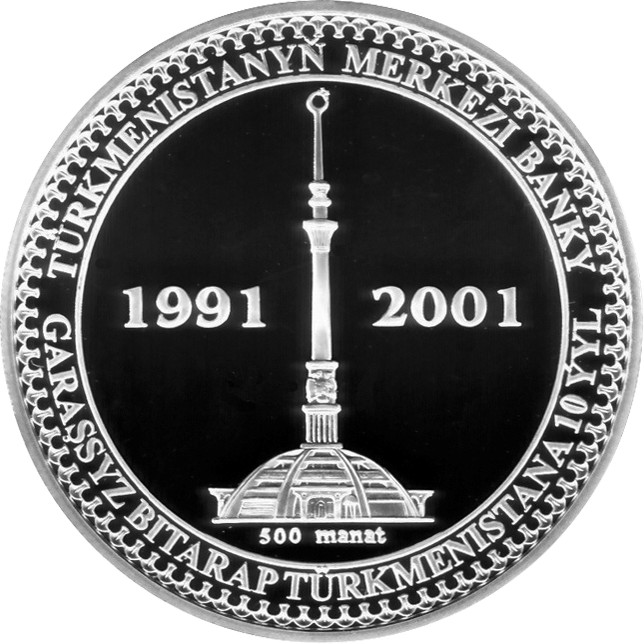
Moeda comemorativa do Turcomenistão (2001)
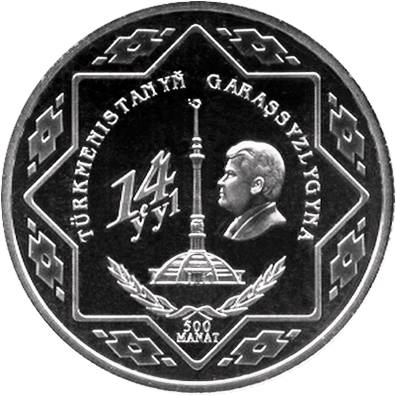
Moeda comemorativa do Turcomenistão (2005)